# Жлъчен мехур
Вижте пояснителната страница за други значения на Жлъчка.
Жлъчният мехур (на латински: vesica fellea), или жлъчка, е спомагателен орган на храносмилателната система, който има основна функция да съхранява жлъчен сок, спомагащ при храносмилането.
В разговорния език жлъчка се нарича както жлъчният мехур, така и жлъчният сок.

## Анатомично устройство
Жлъчният мехур представлява торбичка с крушовидна форма, разположена под долната дясна предна повърхност на черния дроб. Дължината му е 7 – 12 cm, широчината – до 2,5 cm, напречния размер е 4 – 5 cm, и има обем от около 30 – 50 cm³.
Състои се от три основни части: дъно, тяло и шийка.
- Дъното (на латински: fundus vesicae felleae) се издава под долния ръб на черния дроб. Напред опира в предната коремна стена, а назад преминава в тялото (на латински: corpus vesicae felleae).
- Тялото завършва със стеснение, наречено шийка (на латински: collum vesicae felleae).
- Шийката преминава в жлъчния канал (на латински: ductus cysticus). Той е с дължина около 3 cm и се слива с общия чернодробен канал (на латински: ductus hepaticus communis), който има дължина 4 – 5 cm. В резултат на това сливане се формира общият жлъчен канал (на латински: ductus choledochus) с дължина около 7 – 8 cm. Крайната част на общия жлъчен канал има добре изразена циркулярна мускулатура – жлъчен сфинктер.

## Хистологичен строеж
Външната обвивка на жлъчния мехур е покрита със серозна ципа (перитонеум) по весцибуларната страна и адвентиция в останалите участъци. Чрез тази повърхност той влиза в контакт с част от напречното дебело черво и дванадесетопръстника. Мускулната съединителна тъкан (tunica muscularis) е представена от кръгови гладкомускулни снопчета, разположени циркулярно, косо и надлъжно. Най-дебела е в областта на шийката. Лигавицата (tunica mucosa) образува множество гънки. Състои се от еднослоен цилиндричен епител и от lamina propria, състояща се от съединителна тъкан и кръвоносни съдове. В близост до шийката лигавицата съдържа жлези, произвеждащи слуз.
Вътрешната страна на жлъчния мехур образува множество гънки, а в жлъчния канал се издава спирално извита гънка.

## Кръвоснабдяване
Жлъчният мехур се кръвоснабдява от arteria cystica, а жлъчните канали от клончета на arteria hepatica communis. Лимфните съдове на жлъчния мехур и жлъчните канали се оттичат към чернодробните лимфни възли, разположени в областта на porta hepatis.

## Инервация
Инервацията на жлъчния мехур и жлъчните пътища се осъществява от симпатикови, парасимпатикови и сетивни нервни влакна.